# Kepler-34
Kepler-34 – układ binarny gwiazd położony w gwiazdozbiorze Łabędzia w odległości około 4900 lat świetlnych. Na układ składają się dwie gwiazdy ciągu głównego (Kepler-34 A i Kepler-34 B), które krążą wokół wspólnego środka masy w ciągu 27,79 dni. Obie gwiazdy mają masę bardzo zbliżoną do masy Słońca, gdyż obie są typu widmowego G.

## Charakterystyka
Układ podwójny Kepler-34 składa się z dwóch gwiazd ciągu głównego, sklasyfikowane jako żółte karły. Gwiazdy te mają 1,04 i 1,02 masy Słońca i 1,16 i 1,09 promienia Słońca i okrążają się wzajemnie wokół wspólnego środka masy w okresie 27,79 dni. System ten jest zmienną zaćmieniową typu Algol.

## Układ planetarny
Układ planetarny gwiazdy podwójnej Kepler-34 składa się z jednej znanej nam planety – gazowego olbrzyma Kepler-34 (AB) b. Jest to planeta okołopodwójna, gdyż krąży ona wokół obu składników gwiazdy podwójnej. Jej okres orbitalny wynosi 288,8 dni, a jej masa jest ~70-krotnie większa od masy Ziemi. Planeta została odkryta metodą tranzytową.
| Planeta | Masa [ MJ ]       | Promień [ RJ ]      | Okres [ d ]          | Półoś wielka [ au ] | Mimośród     | Inklinacja [ ° ]    | Rok odkrycia |
| b       | 0,22 +0,011−0,010 | 0,7637 +0,012−0,014 | 288,822 +0,063−0,081 | 1,0896 ± 0,0009     | 0,182 ± 0,02 | 90,355 +0,026−0,018 | 2012         |